# Rezerwat przyrody Wolica (województwo mazowieckie)
Rezerwat przyrody Wolica – leśny rezerwat przyrody utworzony w 1984 r. na terenie gminy Ożarów Mazowiecki, w powiecie warszawskim zachodnim.
Celem ochrony jest zachowanie łęgu jesionowo-wiązowego i fragmentu grądu niskiego w dolinie rzeki Utraty.